# L'amour n'est rien...
L'amour n'est rien... è il quarto singolo del album Avant que l'ombre... della cantante francese Mylène Farmer, pubblicato il 2 maggio 2006.
Il singolo ebbe una discreta rotazione radio in Francia ma risultò un vero tormentone in Russia. La ricetta segreta di questo timido successo è sicuramente il videoclip che accompagna il singolo: girato da Benoit Di Sabatino (compagno della Farmer), nel video Mylène Farmer dà vita ad uno strip-tease integrale che venne abbastanza criticato dal pubblico.
Il singolo ha venduto 75 000 copie ed è il terzo singolo dell'album ad arrivare alla settima posizione in Francia. Farà meglio in Russia, dove arriverà alla quarta posizione.
È stato presentato in versione live durante le 13 date a Bercy nel 2006 e durante il tour 2009 unicamente nei concerti in Russia.

## Versioni ufficiali
1. L'amour n'est rien... (Single Version) (5:03)
2. L'amour n'est rien... (Radio Edit) (3:42)
3. L'amour n'est rien... (Instrumental) (5:03)
4. L'amour n'est rien... (The Sexually No Remix) (3:30)
5. L'amour n'est rien... (Obsessed Club Mix) (5:47)
6. L'amour n'est rien... (Version Live 06) (5:05)